# Indépendants de droite
Ne doit pas être confondu avec Centre national des indépendants et paysans, La droite indépendante ou Indépendants républicains.
Le groupe Indépendants de droite est un groupe parlementaire français qui officie de 1919 à 1924 à la Chambre des députés. Dirigé par Hyacinthe de Gailhard-Bancel, il rassemble vingt-neuf députés français tenants du catholicisme social. Son objectif est de permettre l'émergence (ou le retour) d'un « ordre social chrétien ».
Parfois appelé « groupe des Indépendants », ce vocable a entretenu la confusion pour deux raisons : tout d'abord la multiplicité des groupes parlementaires de la Troisième République et de la Quatrième République s'étant réclamés de l'épithète « indépendant » (Indépendants de gauche, indépendants républicains, indépendants et paysans d'action sociale etc.) mais surtout par le fait qu'un indépendant est habituellement un parlementaire non-inscrit à la Chambre des députés.

## Contexte et idéologie
Les élections législatives françaises de 1919 sont l'occasion d'une percée historique de la droite, grâce à la coalition du Bloc national. De fait, la droite française voit tous ses courants historiques représentés à la Chambre : légitimistes, orléanistes, royalistes d'Action française, ralliés à la République ainsi que libéraux. 
Dans ce contexte, les tenants du catholicisme social, qu'ils soient royalistes ou non, ont l'opportunité de former un groupe d'une taille conséquence à la Chambre des députés, et c'est finalement sous l'impulsion de Hyacinthe de Gailhard-Bancel que ce dessein se réalise. Ce groupe a un positionnement relativement similaire au groupe des droites, formation parlementaire monarchiste en activité de 1910 à 1919. 
L'« ordre social chrétien » défendu par le groupe est conforme au versant social du nationalisme intégral, qui rejette dos-à-dos le conservatisme patronal et le syndicalisme révolutionnaire, deux attitudes qui menacent la société française et sont donc fondamentalement anti-patriotiques. Dans la droite ligne des doctrines de l'Ancien Régime et des thèses d'Albert de Mun (bien que ce dernier soit hostile à l'Action française du fait de son ralliement à la République) et de René de La Tour du Pin, l'Action française prône en effet un retour au corporatisme, seule solution qui permet de mettre fin à la lutte des classes en associant patrons et travailleurs selon leur objet social au lieu de les diviser par leur classe sociale. La convergence peut donc s'opérer sur le plan social entre les députés de l'Action française et les députés catholiques-sociaux plus traditionnels.

## Activités et propositions
Pour aider à la rédaction de propositions de lois cohérentes se met en place « un comité de travail extraparlementaire ». Ce Comité d'études législatives et sociales, hébergé Rue de Rome, dans les locaux de l'Action française, est « chargé de préparer, sur les questions sociales d'actualité, des textes que défendraient ensuite, devant les Assemblées, les parlementaires amis ». Le marquis Marie de Roux, le juriste de l'Action française, y conseille les Indépendants de droite dans la rédaction des propositions.
Le 27 décembre 1919, Hyacinthe de Gailhard-Bancel présente une proposition de loi tendant à modifier la loi du 9 avril 1898-22 mars 1902 concernant les responsabilités des accidents du travail dont étaient victimes les ouvriers.
Xavier Vallat dépose, le 23 juillet 1920, le texte d'un autre projet pour limiter la spéculation et réglementer l'accès des bourses de commerce.
Le 19 janvier 1922, Hyacinthe de Gailhard-Bancel demande l'organisation professionnelle et régionale d'assurances sociales. La proposition de loi se réfère directement dans ses motifs aux doctrines d'Albert de Mun et de René de La Tour du Pin. 
François de Ramel propose, le 8 novembre 1922, de modifier les conditions des retraites des ouvriers mineurs. Il s'agit « notamment d'abaisser l'âge de la retraite normale à cinquante ans » et de « créer une caisse spéciale d'épargne et de sur-pension et une caisse d'amélioration » .
Le 15 mai 1923, Xavier Vallat, Léon Daudet et Ambroise Rendu proposent l'institution d'un Ordre des médecins, qui ne verra finalement le jour que sous le régime de Vichy.

## Disparition
En 1924, avec la victoire du Cartel des gauches aux élections législatives, une grande partie des membres du groupe parlementaire - et en particulier son président Hyacinthe de Gailhard-Bancel - ne parviennent pas à être réélus. Le groupe n'est donc pas reconduit. Néanmoins, d'autres initiatives ponctuelles reprenant le but du groupe et rassemblant d'anciens « Indépendants de droite » comme Xavier Vallat ainsi que de nouveaux députés ont lieu dans les quatre législatures suivantes, notamment grâce à la réactivation du Comité d'études législatives et sociales de l'Action française.
- Au cours de la XIIIe législature[3] : 
  - 28 novembre 1928 : Xavier Vallat et Édouard Barthe (député SFIO) déposent une nouvelle proposition pour créer un Ordre des médecins et un Ordre des pharmaciens, reprenant une partie du texte de 1923.

- Au cours de la XIVe législature[3] :
  - 19 février 1929 : Xavier Vallat et des députés affiliés demandent la modifications des lois concernant la quotité saisissable des revenus ;
  - 31 mai 1929 : Xavier Vallat, Maurice Vincent (député de l'Alliance démocratique) et Adrien Marquet (député SFIO) réclament la création d'un Ordre des chirurgiens-dentistes ;
  - 19 avril 1930 : Un contre-projet d'assurances sociales rédigé sous la direction de Marie de Roux et présenté par Xavier Vallat.

- Au cours de la XVe législature[3] :
  - 5 mars 1936 : Xavier Vallat et des députés affiliés déposent une nouvelle proposition de loi tendant à l'organisation de la profession et de la vie économique du pays sur une base corporative ;
  - 10 mars 1936 : Xavier Vallat, Jean Le Cour-Grandmaison et René Dommange présentent un texte de réforme corporatiste des entreprises capitalistes.

- Au cours de la XVIe législature[3] :
  - 5 juin 1936 : René Dommange réclame la protection de la main-d’œuvre nationale employée en dehors des entreprises, et non plus seulement des salariés ;
  - 11 février 1938 : Xavier Vallat, Jean Le Cour-Grandmaison et René Dommange demandent l'organisation des professions « de façon que le travailleur y trouve la garantie efficace des libertés concrètes de l'homme, de la famille et de la profession » ainsi que la réforme des sociétés de capitaux contre « la fortune anonyme et vagabonde ».

## Membres
Les 29 membres du groupe des indépendants sont les suivants : 
- Hyacinthe de Gailhard-Bancel, député de l'Ardèche, ancien membre de l'Action libérale populaire, président du groupe ;
- Xavier Vallat, député de l'Ardèche, catholique proche de l'Action française ;
- Léon Daudet, député de Paris, polémiste et dirigeant de l'Action française ;
- Xavier de Magallon, député de l'Hérault, nationaliste proche de l'Action française, ami de Charles Maurras ;
- Eugène Magne, député du Gard, sympathisant de l'Action française, ami de Léon Daudet ;
- Isidore Méritan, député de Vaucluse, royaliste proche de l'Action française ;
- François de Ramel, député du Gard, royaliste opposé à l'Action française ;
- Charles Ruellan, député d'Ille-et-Vilaine, membre de la ligue d'Action française ;
- Pierre Jurie-Joly, député du Gard, sympathisant de l'Action française ;
- Louis Guibal, député de l'Hérault, royaliste ;
- Henri de La Ferronnays, député de la Loire-Inférieure, royaliste ;
- Ambroise Rendu, député de Haute-Garonne, syndicaliste agricole ;
- Jean Le Cour-Grandmaison, député de Loire-Atlantique, futur dirigeant de la Fédération nationale catholique ;
- Charles Ginoux-Defermon, député de Loire-Atlantique, nationaliste ;
- Jules-Albert de Dion, député de Loire-Atlantique, catholique ultraconservateur ;
- Armand de Baudry d'Asson, député de Vendée, royaliste ;
- Jacques de Juigné, député de Loire-Atlantique, royaliste ;
- Jean de Bermond d'Auriac, député de Vendée, militaire nationaliste ;
- Ferdinand Bougère, député du Maine-et-Loire, nationaliste ;
- Paul Julien Granier de Cassagnac, député du Gers, bonapartiste ;
- Raymond de Fontaines, député de la Vendée, légitimiste, ancien membre de l'Action libérale populaire ;
- Henri-Constant Groussau, député du Nord, ancien membre de l'Action libérale populaire ;
- Henri de Monti de Rezé, député de Mayenne, ancien membre de l'Action libérale populaire ;
- Étienne de Seynes, député du Gard ;
- Edmond Petitfils, député des Ardennes ;
- Georges de Talhouët-Roy, député des Deux-Sèvres ;
- Henri de Rodez-Bénavent, député de l'Hérault ;
- Victor Rochereau, député de Vendée ;
- Pierre Vallette-Viallard, député de l'Ardèche.

Quelques députés n'appartenant pas au groupe votent souvent avec les Indépendants de droite :
- Jean Ybarnégaray, député des Basses-Pyrénées, membre de l'Entente républicaine démocratique ;
- Alphonse Sévène, député du Morbihan, membre de l'Entente républicaine démocratique.